# Ассирия (римская провинция)
Ассирия (лат. Assyria) — провинция Римской империи, расположенная примерно на территории современного северного Ирака.
Создана около 116 года императором Траяном вследствие успешного похода против Парфии. Его преемник Адриан вывел оттуда легионы в 118 году, но это не означало конец римского владычества в этом регионе. Раньше эта территория была предметом вражды между Парфией и Арменией. Рим занимал эту территорию недолгое время в 161—165 годах и в 194—199 годах и только в 230 году смог основательно закрепиться. В провинции были постоянно расквартированы два легиона для защиты от парфянского вторжения и для обеспечения стабильности. Провинция была потеряна в 363 году при императоре Иовиане после неудачного персидского похода Юлиана и позорного мира с государством Сасанидов, заключённого с целью безопасного отвода окружённого римского войска в Константинополь.
Части провинции с севера на юг: Мокк (лат. Moxoene), (лат. Rehimene), Корчайк (лат. Corduene), (лат. Zabdicene и (лат. Adiabene).
Города с севера на юг: (лат. Hiaspis), Цизра (лат. Bezabde), (лат. Sisara), Нисибис (или Низиба) (лат. Nisibis), Сингара (лат. Singara), Ниневия (лат. Nineveh), Хатра (лат. Hatra) и Ур (лат. Ur).